# 1569 в Україні

## Пам'ятні дати та ювілеї
- 625 з часу початку походу київського князя Ігора І Рюриковича на Константинополь та укладення Русько-візантійського мирного договору з імператором Романом I Лакапіном у 944 році за яким руським купцям дозволялось безмитно торгувати в Царгороді за зобов'язання захисту візантійських володінь у Криму;
- 600 років з часу початку другого Балканського походу київського князя Святослава у 969 році.
- 550 років з початку правління Ярослава Мудрого, Великого князя Київської  Русі у 1019 році.
- 475 років з часу у 1094 році:
  - захоплення Олегом Святославичем з підтримкою половців Чернігова. Він розплатився зі своїми половецькими союзниками, віддавши їм Тмутороканське князівство, яке надалі в літописах не згадується.
- укладення миру Великим князем київським Святополком Ізяславичем миру з половцями. Він узяв у дружини дочку Тугоркана, хана половецького;
- 425 років з часу у 1144 році:
  - створення Галицького князівства та перенесення князем Володимирком столиці до Галича. У місті спалахнуло повстання проти його правління, яке Володимирко придушив.
  - створення Галицького (Крилоського) Євангелія — однієї з найдавніших книжних пам'яток Київської Русі;
- 400 років з часу захоплення й розорення Києва об'єднаним військом 12 руських князів, очолюваним Андрієм Боголюбським у 1169 році.
- 375 років з часу переходу київського престолу перейшов до Рюрика Ростиславича після смерті Святослава Всеволодовича у 1194 році.;
- 325 років з часу перемоги Данила Галицького біля Мостищ над військом Ростислава Михайловича, претендента на галицький престол у 1244 році.
- 300 років з часу початку правління князя Володимира Васильковича (сина Василька Романовича, брата Данила Галицького) на Волині у 1269 році.
- 125 років з часу надання Магдебурзького права місту Житомиру у 1444 році.
- 100 років з часу надання Магдебурзького права місту Бібрці у 1469 році.

### Видатних особистостей

#### Померли
- 75 років з дня смерті у 1494 році:
  - Юрія Михайловича Донат-Котермака, український філософ, астроном, уродженець міста Дрогобич, в 1481—1482 роках ректор Болоньського університету, в 1487—1494 роках професор Ягеллонського університету в Кракові, викладач Миколи Коперника;

## Події
- укладення Люблінської унії, яка об'єднала в одну державу Річ Посполиту королівство Польське та Велике князівство Литовське. Переважна більшість українських земель опинилися у складі однієї держави.
  - 10 січня — після кількарічних попередніх дебатів у Любліні розпочався спільний сейм станів Польської Корони та Великого князівства Литовського, присвячений питанням об'єднання двох держав.
  - 5 березня проголошено акт інкорпорації до складу Корони Польської Підляшшя та Волині, які належали перед тим Великому князівству[1].
  - 28 червня підписано Люблінську унію.
  - 1 липня Унію затверджено польським і литовським сеймами. При цьому Велике князівство Литовське, як i Польська Корона, залишалися самостійними політичними організмами з окремими вищими адміністраціями, власними скарбницями, військами, судово-правовими системами.
- надання Магдебурзького права місту Яворову.

## Особи

### Народились
- Єлизавета-Єуфімія Радзивілл — представниця українського магнатського та князівського роду, відома меценатка (померла 1596 року);
- Ганна Андріївна Сапєга  — українська аристократка, покровителька православ'я у Білорусі (померла 1595 року);
- Марек Шарфенберґер-Остроґурський — львівський міщанин, синдик, купець. Фундатор шпиталю святого Лазаря (помер 1617 року);

### Померли
- 21 лютого — Микола (Миколай) Сенявський — державний, політичний і військовий діяч Польського королівства. Польний обозний коронний і підкоморій галицький (1532). Староста галицький і коломийський (1534). Белзький каштелян (з квітня[2] 1537) і воєвода (1542—1554), і руський воєвода (з 22 жовтня 1553) (народився 1489 року);

- Іван Іванович Горностай — державний та військовий діяч Великого князівства Литовського;
- Петро Збаразький — український князь, державний діяч Речі Посполитої (народився 1546 року);
- Венжик Хмельницький — український військовий козацький діяч, козацький полковник, низовий гетьман (1534—1569).

## Засновані, створені
- письмова згадка про Роздол (смт Розділ — нині це — Миколаївський район на Львівщині), Серкізів (нині це — Турійський район на Волині).
- надання Магдебурзького права місту Яворову.